# Ana Blandiana
Otilia Valeria Coman (née le 25 mars 1942 à Timișoara) est sous son nom de plume d’Ana Blandiana une poétesse, essayiste et figure politique roumaine. Son surnom vient du village de Blandiana dans le județ d'Alba en Transylvanie, dans lequel est née sa mère.

## Carrière littéraire
Le père d’Ana Blandiana, Gheorge (1915-1964) est un prêtre orthodoxe qui a passé plusieurs années dans les prisons communistes et a été tué dans un accident quelques semaines après une amnistie générale. Sa mère, Otilia Diacu, était comptable. Sa sœur Geta naît en 1947. Otilia se marie en 1960 à l’écrivain Romulus Rusan.
Après ses débuts dans la Tribuna en 1959, où elle signe pour la première fois du nom d’Ana Blandiana, elle est publiée dans l’anthologie 30 de poeți tineri (« 30 jeunes poètes »). En 1963, après quatre années d’interdiction dues aux persécutions subies par son père, elle publie de nouveau dans Contemporanul (édité par George Ivașcu).
Après la chute de la dictature communiste, Ana Blandiana et Romulus Rusan initient la création d’un mémorial de la répression, de la résistance et des victimes de l’État communiste, à Sighetu Marmației, ville du Nord de la Roumanie, à la frontière avec l'Ukraine.
Elle remporte le prix Princesse des Asturies de littérature 2024,.

## Œuvres
- 50 de poème, [50 Poèmes],
- 1970 : Octombrie, Noiembrie, Decembrie [octobre, novembre, décembre],
- 1972 : Întâmplări din grădina mea [Aventures de mon jardin]
- 1980 : Ora de nisip [L'heure de sable]
- 1984 : Întâmplări de pe strada mea [Aventures de ma rue]
- 1984 : Totul [Le tout]
- 1988 : În dimineața de după moarte [Au matin d'après la mort]
- 1996 : La cules îngeri [La cueillette d'anges]
- 1997 : Cartea albă a lui Arpagic [Le livre blanc de Ciboulette]

## Œuvres traduites en français
- Les poésies Pietà et Intolérance, traduites par Ion Pop et Serge Fauchereau pour la première, et par Ion Pop uniquement, pour la seconde, dans Les Lettres nouvelles[4], collection dirigée par Maurice Nadeau, numéro spécial de février 1976 paru sous le titre d'Écrivains roumains d'aujourd'hui, p. 209-2011
- Étoile de proie[5] (Stea de pradă), traduit du roumain par Hélène Lenz, Saint-Jean-de-Bruel, France, Les ateliers du Tayrac, coll. « Tripes » 1991, 77 p.  (ISBN 2-906014-17-6)
- L'église fantôme[6], traduit du roumain par Micaela Slǎvescu, Syros-Alternatives, Paris, 1992
- Clair de mort[7], trad. de Gérard Bayo, Troyes, France, Éditions Librairie Bleue, 1994 ; rééd. Éd. Unicité, collection Cahiers bleus, 2022
- L’Architecture des vagues[8] (Arhitectura valurilor), traduit du roumain par Hélène Lenz, Saint-Jean-de-Bruel, France, Les ateliers du Tayrac, coll. « Tripes » 1995, 79 p.  (ISBN 2-906014-29-X)
- Autrefois les arbres avaient des yeux : anthologie, 1964-2004[9], sélection et traduction de Luiza Palanciuc, Troyes, France, Éditions Librairie Bleue, coll. « Cahiers bleus-poésie », 2005, 180 p.  (ISBN 2-86352-257-4)
- Le tiroir aux applaudissements [Sertarul cu aplauze], extrait dans Douze écrivains roumains [10], Les Belles Étrangères, 2005, p. 43
- Les Saisons, nouvelles traduites du roumain par Muriel Jollis-Dimitriu, Éditions Le Visage Vert, 2013  (ISBN 978-2-9180-6120-5)
- Variations sur un thème donné / Variațiuni pe o temă dată, traduit du roumain par Jean Poncet, Lyon, France, Jacques André éditeur, coll. « Poésie XXI » 2022, 132 p.  (ISBN 978-2-7570-0486-9)

## Titres
- Membre de l'Union des écrivains de Roumanie
- Membre de l'Académie européenne de poésie
- Fondatrice en 1994 et dirigeante de Alianța Civică (l'Alliance civique), ONG roumaine cherchant à effacer les séquelles de l'ère communiste
- Membre de l’Académie roumaine, depuis 2016